# Berry Hill Fort
Koordinaten: 52° 1′ 15,3″ N, 4° 48′ 52,4″ W

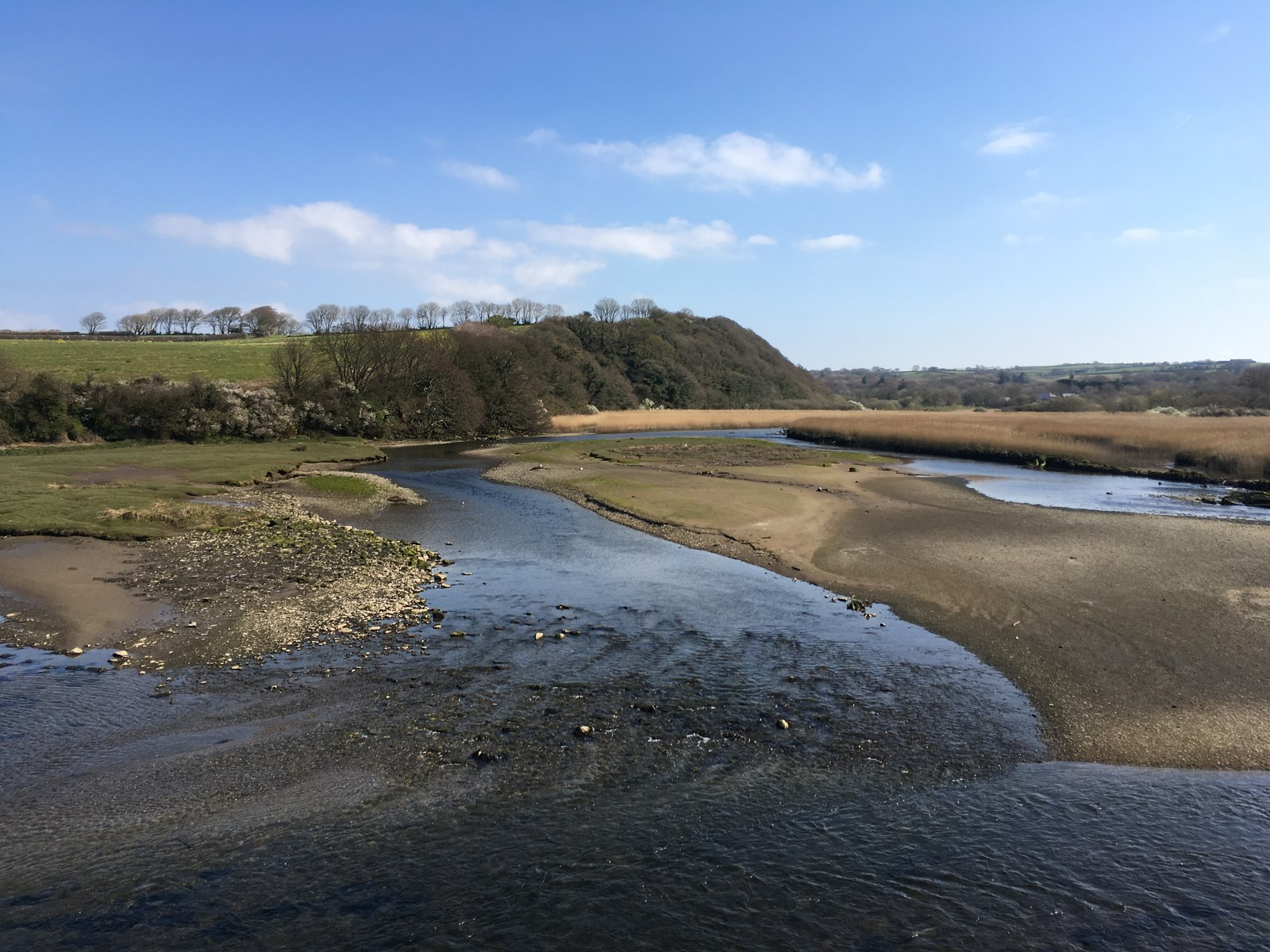
Berry Hill Wood

Das Inland Promontory Fort Berry Hill Fort (auch Berry Hill Wood genannt) liegt 1,5 km östlich von Newport, in Pembrokeshire in Wales. Es wurde 1984 bei Luftaufnahmen in einem Feld entdeckt und ab 2006 untersucht. Eine geophysikalische Untersuchung erbrachte zusätzliche Informationen.
Das langovale Promontory Fort (40 × 55 m) wird auf der langen Süd- und der kurzen Ostseite durch den Steilhang des Hügels definiert, auf der Nord- und Westseite durch einen breiten Graben mit schwachen Hinweisen auf einen Wall, der zumindest auf einem Teilstück der Westseite verlief, wo auch der einzige Zugang auf einer Breite von 11 m den Graben unterbricht. Die Ausgrabung konzentrierte sich auf den Zugang, kurze Teilstücke von Graben und Wall und ein kleines Gebiet im Inneren in der Nähe des Zugangs. 
Der rundbodige Graben wurde in den Felsen geschnitten. Nördlich des Zugangs war er 4,5 m breit und 2,0 m tief, auf der Südseite 4,0 m breit und 2,5 m tief. Er erreicht hier aber schnell eine Tiefe von nur noch etwas mehr als einem Meter und danach die Oberfläche. Es scheint, als sei der Graben auf der Südseite unfertig geblieben. Der verschliffene Wallrest liegt auf Innenseite des Grabens, wo er nur nördlich des Zugangs in einer Höhe von 0,1 m überlebte. Vier Pfostenlöcher weisen entweder auf zwei Phasen mit einer einfachen Torkonstruktion oder, was wahrscheinlicher ist, auf eine Phase mit einem etwas komplexeren Torbau. Eines der Pfostenlöcher schnitt ein Palisadenfundament an.
Abgesehen von einer Linie von Gruben oder Pfostenlöchern und einem Hinweis auf einen Herd wurden keine archäologischen Funde im tornahen Innenbereich des Forts entdeckt. 21 Stücke perforierten Schiefers, die vielleicht Gewichte waren, wurden neben Flint- und Knochenfragmenten gefunden. Es fanden sich aber keine Artefakte, die eine Datierung ermöglichten. Insgesamt weisen die Ausgrabungen darauf hin, dass das Fort entweder unfertig blieb oder nur kurze Zeit genutzt wurde.